# Somogyi Pál (humorista)
Somogyi Pál (Budapest, 1924. június 10. – NSZK, 1983. december 10.) magyar költő, humorista, újságíró.

## Életpályája
1944-ben behívták munkaszolgálatra, de más munkaszolgálatosokhoz képest kivételezett körülmények közé mint rabbiképzős egy budapesti elit egyetemista-értelmiségi zsidó századba került, Budapest közelébe, 16 rabbiképzőssel, számos, később nevet szerző értelmiségi személyiséggel együtt (Komlós János humorista, Somlyó György költő, Karinthy Ferenc, Urai (akkor Ungár) László orvosprofesszor).
1946-tól szerepelt a Magyar Rádióban humoreszkjeivel. 1952-től a Ludas Matyi munkatársa volt. Rendszeres szerepelt a televízióban és Rádió Kabarészínházában, ahol partnere sokszor barátja, Mikes György volt. Társszerzői voltak többek között a következő jeleneteknek: A két bötyár, A nagy mérkőzés, A két bohóc, Kommentátor kerestetik, Apa és fia az állatkertben, Pingpong. Írt humoreszkeket, karcolatokat, szatírákat. Műveit játszotta a Vidám Színpad, a Kamara Varieté, a Mikroszkóp Színpad és a Radnóti Miklós Színpad. A Színházi adattárban regisztrált bemutatóinak száma: 13.
1983. december 10-én Nürnberg közelében – útközben – egy motelben érte a halál.

## Művei

### Könyvei
- Pastorale (versek, 1945)
- Jelenetek, tréfák (Kisjó Sándorral, 1960)
- Pesti dekameron (humoreszkek, 1964)
- Futok a pénzem után (humoreszkek, karikatúrák, Hegedűs Istvánnal, 1966)
- Újabb pesti dekameron (humoreszkek, 1968)
- Tessék sóhajtani (humoreszkek, karikatúrák, Várnai Györggyel, 1985)

### Televízió műsorai
- Humoristák Klubja (sorozat, 1971–1972)
- Szerelem jutányos áron (tévéfilm, Bán Róberttel, 1974)

### Rádiójátékai
- Késői sirató (1948)
- Együtt a Dunán (1950)
- Óh, ez nagyon megindító (1958)
- Egy hang keres egy hangjátékot (1960)
- Róka fogta csuka (1963)

### A rádiókabaréban
- Pesti dzsungel könyve (Társszerző: Mikes György, 1963)
- Albérlők a Vérmezőn
- Bűnbakválasztás
- Digolettó
- Pesti dekameron 1-2. (Magyar Rádió Karinthy Színpada 1979)
- Házassági szédelgő (1992)
- A palacsintasütés rejtelmei  (1993)

## Díjai
- Karinthy-gyűrű, (1978), Mikes Györggyel megosztva